# Жорж, Анри
Анри Жорж (фр. Henry George; 18 февраля 1891, Шарлеруа, Эно — 6 января 1976, Уккел) — бельгийский шоссейный и трековый велогонщик.

## Биография
Уроженец Шарлеруа. Во время Первой мировой войны с 1916 по 1918 года в составе Бельгийского бронедивизиона воевал на Восточном фронте.
На Олимпийских играх 1920 года выиграл золотую медаль в трековой гонке на 50 км.
Неоднократно становился призёром чемпионата Бельгии по шоссейному велоспорту, трековому велоспорту и велокроссу среди любителей.

## Достижения

### Шоссе
1919
3-й на чемпионате Бельгии — групповая гонка, любители
1921
2-й на чемпионате Бельгии — групповая гонка, любители

### Трек
1913
3-й на чемпионате Бельгии — спринт, любители
1919
2-й на чемпионате Бельгии — спринт, любители
1920
 Олимпийские игры — гонка на 50 км
2-й на чемпионате Бельгии — спринт, любители
1920
2-й на чемпионате Бельгии — спринт, любители
1922
2-й на чемпионате Бельгии — спринт, любители

### Велокросс
1913
3-й на чемпионате Бельгии — любители